# Прибрежные острова (национальный парк)

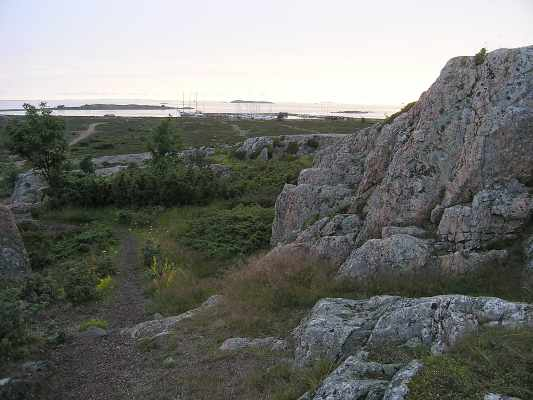
На острове Юрмо (Jurmo, Jurmo)

Прибрежные острова (фин. Saaristomeren kansallispuisto, швед. Skärgårdshavets nationalpark) — национальный парк площадью около 500 км² вблизи юго-западного побережья Финляндии, основанный в 1983 году. В 2007 году парк получил сертификат соответствия международной организации Фонд PAN Parks. Парк является частью международного биосферного заповедника ЮНЕСКО.

## Общая информация
В состав парка входят несколько тысяч островов и скал, относящихся к коммунам Корппоо (фин. Korppoo, швед. Korpo), Науво (фин. Nauvo, швед. Nagu) и Драгсфьярд (фин. Dragsfjärd, швед. Dragsfjärd) провинции Варсинайс-Суоми (фин. Varsinais-Suomen maakunta, швед. Egentliga Finland), входящей в состав губернии Западная Финляндия (фин. Länsi-Suomen lääni, швед. Västra Finlands län).
Постоянное население есть только на самых больших островах, имеющих постоянное сообщение с материком. Общее число постоянных жителей — около 1000 человек. Летом население увеличивается за счёт дачников.
Геология. Острова юго-западного побережья Финляндии представляют собой остатки медленно разрушающегося Балтийского щита.
Климат: в июле-августе на территории парка дневная температура составляет около 20 °C, осадки незначительные. В январе море замерзает.

## Флора

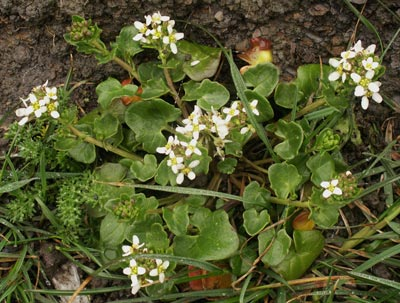
Ложечница лекарственная

Прибрежные острова покрыты большей частью лесами, состоящими из ели (Picea), пихты (Abies) и берёзы (Betula). Изредка встречаются дуб (Quercus), ясень (Fraxinus), осина (Populus tremula).
Более отдалённые от берега острова по причине сильного ветра и волн лишены древесной растительности, из цветковых растений здесь встречаются ложечница лекарственная, или цинготная трава (Cochlearia officinalis), некоторые виды лука (Allium). На островах, сложенных из песчаника, встречаются очиток пурпуровый, или заячья капуста (Sedum purpureum), а также дудник (Angelica), вайда (Isatis), льнянка (Linaria), овсяница (Festuca). Нередки луговые земли, на которых растут герань кровяно-красная (Geranium sanguineum), а также лютики (Ranunculus) и мелкие виды гвоздики (Dianthus).
В прибрежных водах встречаются зелёные и красные водоросли.

## Фауна

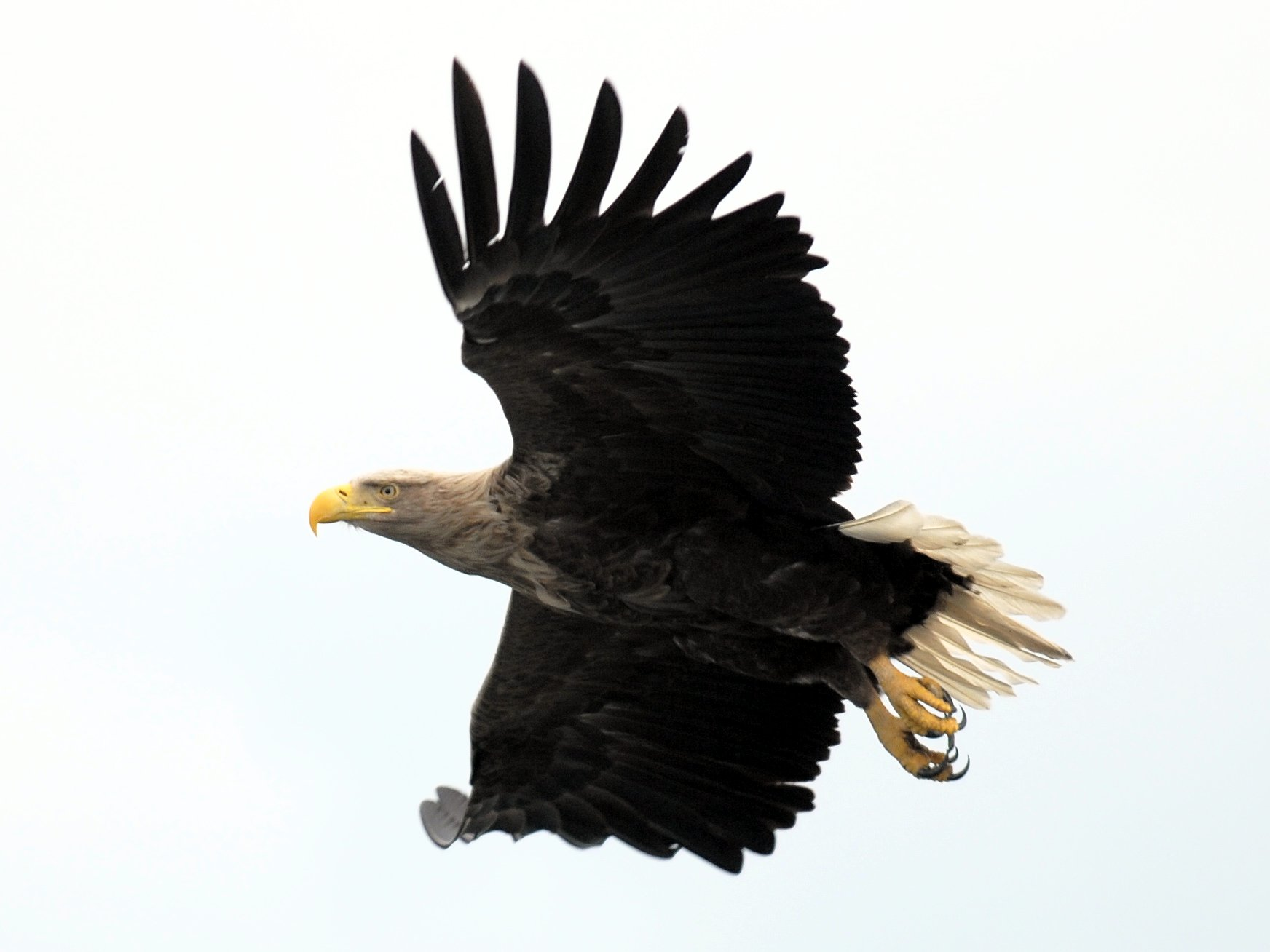
Орлан-белохвост

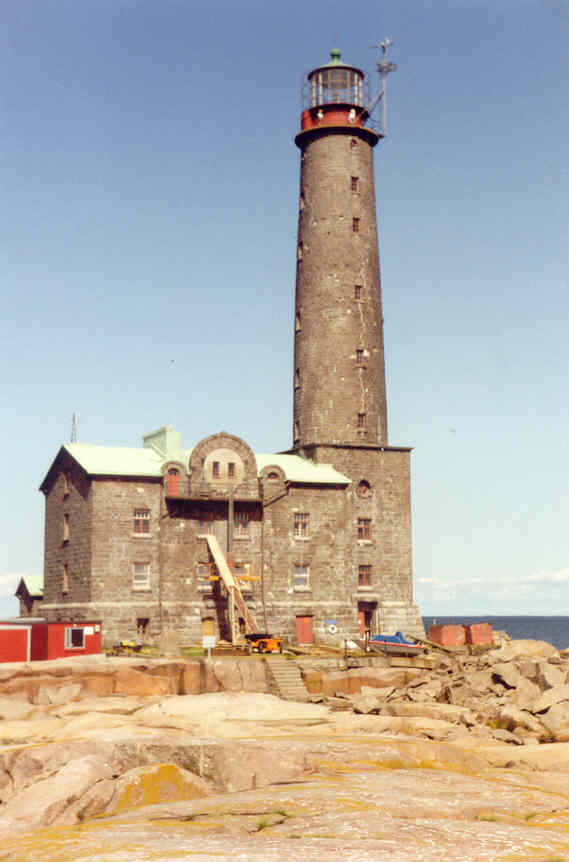
Маяк на острове Бенгтскёр

На территории парка обитают 25 видов млекопитающих. Из крупных животных можно отметить лосей (Alces alces): большей частью они не живут на территории парка, а время от времени приплывают на лесистые острова с материка. В прибрежных водах живут два вида морских млекопитающих — кольчатая нерпа (Pusa hispida) и длинномордый тюлень (Halichoerus grypus). На уединённых островах эти тюлени образуют многочисленные гаремы; взрослые самцы достигают в длину двух с половиной метров, самки имеют чуть меньшие размеры; детёныши появляются в начале весны. Есть и интродуцированные животные, — например, американская норка (Mustela vison).
Орнитофауна парка состоит из 132 видов; в период массового размножения птиц часть парка закрыта для посещения. На побережьях селятся гаги (Somateria), крачки (Sterna), длинноносые крохали (Mergus serrator), турпаны (Melanitta fusca), чайки-клуши (Larus fuscus) и утки. В кустарнике гнездится ястребиная славка (Sylvia nisoria). На скалах, образуя птичья базары, устраивают гнёзда гагарки (Alca torda), кайры (Uria) и чистики (Cepphus). Среди птиц, находящихся под угрозой исчезновения, в парке можно встретить каспийскую крачку (Sterna caspia) и морскую чернеть (Aythya marila). Из хищных птиц в парке гнездится орлан-белохвост (Haliaeetus albicilla) — он питается рыбой, мелкими животными и падалью.
Из энтомофауны можно отметить редкую бабочку мнемозину, или чёрного аполлона (Parnassius mnemosyne).
Подводный мир островов не слишком богат по причине того, что вода здесь недостаточно солёна для морских видов, но слишком солёна для пресноводных. В условиях отсутствия существенной естественной конкуренции в акватории парка сильно размножились рачки балянусы (Balanus), попавшие сюда из Северного моря.

## Достопримечательности
Рукотворные достопримечательности, находящиеся на территории парка:
- Деревянная церковь на острове Нётё
- Каменная церковь на острове Хари
- Маяк на острове Бенгтскёр
- Маяк на острове Нётё
- Фортификационные сооружения на острове Ёрё (Örö)